# Suzuki Splash
Suzuki Splash - міський автомобіль, розроблений в рамках загальної концепції «Suzuki - спосіб життя».

## Опис
Концепт-кар Splash був показаний на Паризькому міжнародному автосалоні у вересні 2006 року. Серійне виробництво Suzuki Splash почалося в 2008 році в Естергомі (Угорщина).

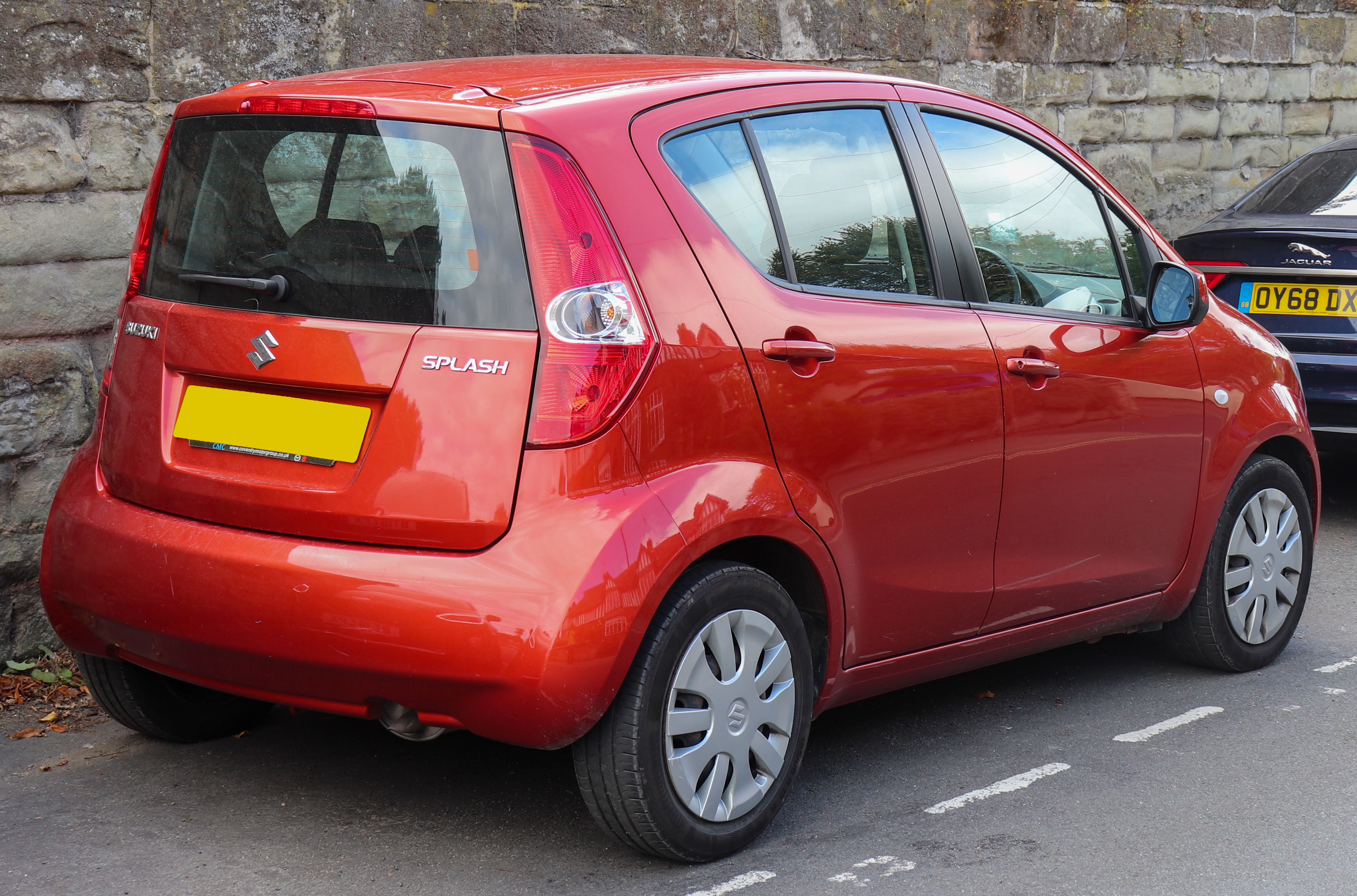
Suzuki Splash GLS 1.0

Автомобіль позиціонується як ідеальний транспорт для молодої сім'ї.

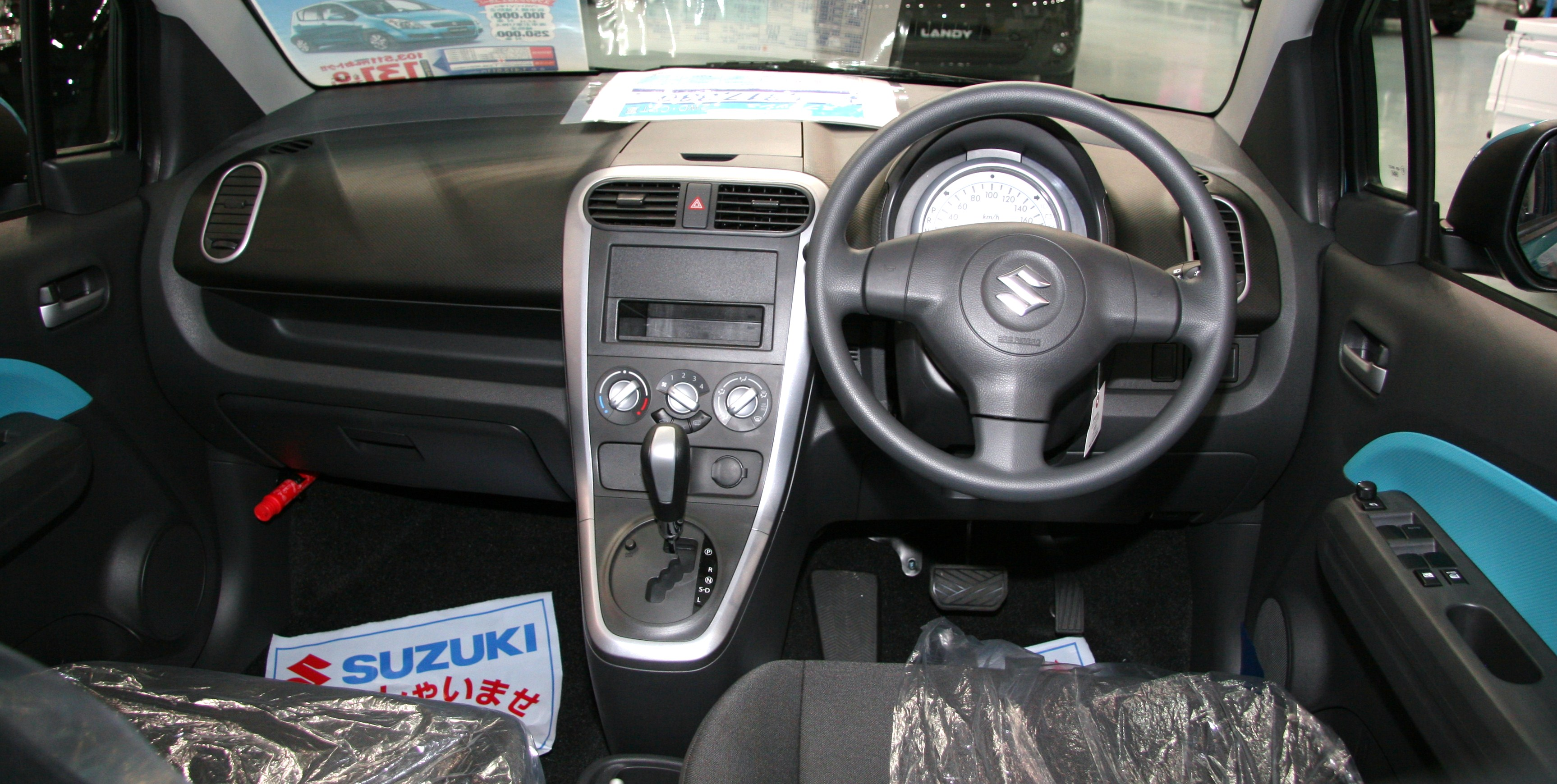

Продажі Suzuki Splash в Європі почалися навесні 2008 року. Їм передували краштест за системою Euro NCAP, за результатами яких автомобіль отримав 4 зірки. На європейський ринок поставляються машини з трьома типами двигунів: трициліндровим бензиновим робочим об'ємом 996 куб. см., чотирициліндровим бензиновим об'ємом 1242 куб. см. і дизельним робочим об'ємом 1312 куб. см. У всіх трьох варіантах автомобіль відповідаємо екологічним нормам Євро-4.
Хетчбек Suzuki Splash пропонується у трьох моделях: SZ2, SZ3 і SZ4. При бажанні отримати краще оснащення, варто обрати SZ4 з литими дисками коліс. Комплектація непогана за таку ціну, але базову модель краще оминути, оскільки вона не пропонує навіть системи кондиціонування повітря. Про безпеку людей дбають антиблокувальна гальмівна система та чотири подушки безпеки. Контроль стабільності входить у базу моделі SZ4. 
Suzuki Splash постачається з 1.0-літровим трициліндровим та 1.2-літровим чотирициліндровим бензиновим двигуном. Останній двигун представлено у двох версіях на 86 та 94 кінських сили. 1.0-літровому двигуну на 68 конячок доводиться викладатись на повну, щоб забезпечити автомобіль необхідним рівнем потужності. Йому знадобилось 14.7 секунд, щоб розігнати хетчбек до 96.5 км/год. Витрачає він 5.0 л/100км. У пару йому дісталась п’ятиступінчаста механічна коробка передач. 1.2-літровий чотирициліндровий двигун на 94 кінських сил пропонує більше потужності. Автомобіль він розганяє за 12.0 секунд. Витрачає 5.1 л/100км. Компанію двигуну складає п’ятиступінчаста механічна або чотириступінчаста автоматична коробка передач. Двигун на 86 кінських сил розжене Splash за 12.3 секунди. Витрачає двигун 5.5 л/100км.

## Двигуни
Бензинові:
- 1.0 L K10B I3
- 1.2 L K12M I4 (Індія/Індонезія)
- 1.2 L K12B I4
- 1.4 L K14B I4 (Китай/Пд. Америка)

Дизельний:
- 1.3 L D13A I4-TD (Європа/Індія)